# Power Couple (Brasil)
Power Couple fue un reality show brasileño producido y transmitido por RecordTV. Presentado por Felipe Andreoli y Rafa Brites con la dirección general de Fernando Viudez y la dirección del núcleo del reality de Rodrigo Carelli. Se basa en el formato israelí de Channel 10.
El programa presentó la vida de parejas de celebridades en una mansión que enfrentan desafíos extremos que prueban qué tan bien se conocen realmente. Cada semana se expulsa una pareja hasta que la última pareja gana y gana el dinero acumulado durante el programa.

## Formato
Este formato fue creado por Dori Media que originalmente se mostró en Israel como Power Couple VIP por Channel 10 y luego se vendió a otros países como Portugal, Sudáfrica e India.
Cada temporada, 8 o incluso 13 parejas de celebridades – como actores, cantantes, modelos y personalidades de los medios – y sus respectivos pares, deberán vivir juntos en una mansión en busca de un premio que puede llegar a R$ 1 millón, en función de la unión. el desafío de averiguar cuánto apuesta el esposo o la esposa por su pareja y lo conoce en el momento del juego.
Confinados en la mansión, las parejas se enfrentarán a pruebas de resistencia, habilidad y razonamiento y, por supuesto, a comprobar cuánto se conocen. Por no hablar, cabe mencionar el tema de convivir con personas de diferentes estilos y personalidades.
- Pareja Poderosa de la Semana: Pareja Poderosa de la Semana es responsable de dividir las habitaciones de la mansión de las otras parejas y del menú semanal, alojándose en la Suite Poderosa, teniendo más comodidad, privilegios y beneficios durante este período.
- Eliminación (estilizado como D.R.): Las parejas que acumulan el valor más bajo en cada ronda y la que pierde la "Prueba de Parejas" van a la eliminación, a riesgo de ser expulsadas, y serán las propias parejas quienes, en un votar, expulsará a los concursantes. A partir de la tercera temporada, tres parejas están nominadas para expulsión, una de ellas salvada por las propias parejas y las otras dos parejas pasando por la votación del público. En esta oportunidad el espectador elige qué pareja será expulsada a través de una votación, la cual se realiza a través de internet a través del sitio web de R7, donde votan para salvar a una pareja. En la quinta temporada, hubo cambios en la alineación de expulsión. Las dos primeras parejas serían la pareja con menor valor de la semana, y la perdedora de la “Prueba de Parejas”. Una tercera pareja es nominada por el voto de las otras parejas, y luego los tres pasan por la votación del público.
- Pruebla de Hombres y de Mujeres: En las prueblas, el esposo y luego la esposa, o viceversa, apuestan por su pareja, confiando en su capacidad para completar o no la prueba. Hasta la cuarta temporada, la pareja que acumulaba mayor valor en las apuestas y obtenía ventajas en la competición, se convertía en Pareja Poderosa.
- Prueba de Parejas: En Pruebas de Parejas, las parejas realizan un desafío en el área de pruebas, en el que se puede poner a prueba la habilidad, destreza, inteligencia, fuerza, resistencia o incluso la suerte de las parejas que deben demostrar armonía durante el desafío. La pareja ganadora del desafío es automáticamente inmune y gana el "Poder Especial", y la pareja perdedora del desafío es nominada automáticamente para la eliminación. En la quinta y lá sexta temporada, los ganadores de la carrera se convierten en la Pareja Poderosa de la semana. Desde la séptima temporada, sólo los ganadores han sido inmunes.
- Poder Especial: Desde la segunda temporada, el Poder Especial es una ventaja que adquiere la pareja ganadora de la "Prueba de Parejas" de la semana. La pareja recibe ocho sobres diferentes, en los que debe elegir dos y solo leer lo que está escrito en cada uno. En consenso, la pareja debe optar por quedarse con una sola de las opciones. Los sobres podrían traer beneficios o perjuicios a la dinámica del juego, como poder cambiar el nominación, además de premios. Desde la tercera temporada, los Sobres fueron reemplazados por Cajas, en la quinta temporada, se reemplazaron por Latas, y en la sexta temporada, se reemplazaron por Pelotas. Desde la séptima temporada, el poder se distribuye en la actividad de apuntado de la semana.
- Poder de Herencia: Desde la quinta temporada, el Poder de Herencia es un derecho que cada pareja eliminada tiene a una "herencia". La pareja deberá delegar, con antelación, qué parejas sujetarán el objeto de oro que desatará buenas y malas consecuencias en el próximo ciclo.

## Ediciónes Power Couple
| Edición        | Presentado                  | Ganadores                                | Ganadores        |
| Power Couple 1 | Roberto Justus              | Bandera del estado de Río Grande del Sur | Laura Keller     |
| Power Couple 1 | Roberto Justus              | Bandera del estado de Río de Janeiro     | Jorge Sousa      |
| Power Couple 2 | Roberto Justus              | Bandera del estado de Río de Janeiro     | Nayara Justino   |
| Power Couple 2 | Roberto Justus              | Bandera del estado de São Paulo          | Cairo Jardim     |
| Power Couple 3 | Gugu Liberato               | Bandera del estado de São Paulo          | Tati Minerato    |
| Power Couple 3 | Gugu Liberato               | Bandera del estado de São Paulo          | Marcelo Galatico |
| Power Couple 4 | Gugu Liberato               | Bandera del estado de Paraná             | Nicole Bahls     |
| Power Couple 4 | Gugu Liberato               | Bandera del estado de Acre               | Marcelo Bimbi    |
| Power Couple 5 | Adriane Galisteu            | Bandera del estado de São Paulo          | Matheus Yurley   |
| Power Couple 5 | Adriane Galisteu            | Bandera del estado de Minas Gerais       | Mari Matarazzo   |
| Power Couple 6 | Adriane Galisteu            | Bandera del estado de Río Grande del Sur | Brenda Paixão    |
| Power Couple 6 | Adriane Galisteu            | Bandera del estado de Río de Janeiro     | Matheus Sampaio  |
| Power Couple 7 | Felipe Andreoli Rafa Brites | Bandera del estado de Río de Janeiro     | Radamés Furlan   |
| Power Couple 7 | Felipe Andreoli Rafa Brites | Bandera del estado de São Paulo          | Carol Furlan     |
| -------------- | --------------------------- | ---------------------------------------- | ---------------- |

## Primera edición (12/04/2016 – 21/06/2016)
| Bandera del estado de Río Grande del Sur | Laura Keller     | Bandera del estado de Río de Janeiro     | Jorge Sousa         |
| Bandera del estado de São Paulo          | Simony           | Bandera del estado de Espírito Santo     | Patrick Souza       |
| Bandera del estado de Río de Janeiro     | Gian             | Bandera del estado de Río Grande del Sur | Tati Moreto         |
| Bandera del estado de Río de Janeiro     | Andréia Sorvetão | Bandera del estado de Minas Gerais       | Conrado             |
| Bandera del estado de Río de Janeiro     | Gretchen         | Bandera de Portugal                      | Carlos Marques      |
| Bandera del estado de Goiás              | Túlio Maravilha  | Bandera del estado de Río de Janeiro     | Cristiane Maravilha |
| Bandera del estado de São Paulo          | Mário Velloso    | Bandera del estado de São Paulo          | Pietra Bertolazzi   |
| Bandera del estado de Bahía              | Popó             | Bandera del estado de Amapá              | Emilene Juarez      |
| ---------------------------------------- | ---------------- | ---------------------------------------- | ------------------- |

### Tabla de nominaciones
|                               | Semana 1                                | Semana 2                                | Semana 3                                   | Semana 4                                   | Semana 5                                   | Semana 6                                             | Semana 7                           |
| Final                         | Semana 1                                | Semana 2                                | Semana 3                                   | Semana 4                                   | Semana 5                                   | Semana 6                                             |                                    |
| ----------------------------- | --------------------------------------- | --------------------------------------- | ------------------------------------------ | ------------------------------------------ | ------------------------------------------ | ---------------------------------------------------- | ---------------------------------- |
| Pareja Poderosa               | Laura & Jorge                           | Laura & Jorge                           | Simony & Patrick                           | Laura & Jorge                              | Laura & Jorge                              | Laura & Jorge                                        | (nadie)                            |
| Nominados (Prueba de Parejas) | Gian & Tati                             | Gian & Tati                             | Gian & Tati                                | Gretchen & Carlos                          | Gian & Tati                                | (nadie)                                              | (nadie)                            |
| Nominados (Saldo en Efectivo) | Popó & Emilene                          | Mário & Pietra                          | Túlio & Cristiane                          | Gian & Tati                                | Andréia & Conrado                          | (nadie)                                              | (nadie)                            |
|                               |                                         |                                         |                                            |                                            |                                            |                                                      |                                    |
| Laura & Jorge                 | Popó & Emilene                          | Mário & Pietra                          | Túlio & Cristiane                          | Gian & Tati                                | Gian & Tati                                | Sin Nominación                                       | Ganadores (Final)                  |
| Simony & Patrick              | Gian & Tati                             | Gian & Tati                             | Gian & Tati                                | Gretchen & Carlos                          | Gian & Tati                                | Sin Nominación                                       | 2º finalistas (Final)              |
| Gian & Tati                   | Nominados                               | Nominados                               | Nominados                                  | Nominados                                  | Nominados                                  | Sin Nominación                                       | Expulsados (Semana 6)              |
| Andréia & Conrado             | Gian & Tati                             | Gian & Tati                             | Gian & Tati                                | Gian & Tati                                | Nominados                                  | Expulsados (Semana 5)                                | Expulsados (Semana 5)              |
| Gretchen & Carlos             | Popó & Emilene                          | Gian & Tati                             | Gian & Tati                                | Nominados                                  | Expulsados (Semana 4)                      | Expulsados (Semana 4)                                | Expulsados (Semana 4)              |
| Túlio & Cristiane             | Gian & Tati                             | Gian & Tati                             | Nominados                                  | Expulsados (Semana 3)                      | Expulsados (Semana 3)                      | Expulsados (Semana 3)                                | Expulsados (Semana 3)              |
| Mário & Pietra                | Popó & Emilene                          | Nominados                               | Expulsados (Semana 2)                      | Expulsados (Semana 2)                      | Expulsados (Semana 2)                      | Expulsados (Semana 2)                                | Expulsados (Semana 2)              |
| Popó & Emilene                | Nominados                               | Expulsados (Semana 1)                   | Expulsados (Semana 1)                      | Expulsados (Semana 1)                      | Expulsados (Semana 1)                      | Expulsados (Semana 1)                                | Expulsados (Semana 1)              |
|                               |                                         |                                         |                                            |                                            |                                            |                                                      |                                    |
| Nominados                     | Gian & Tati Popó & Emilene              | Gian & Tati Mário & Pietra              | Gian & Tati Túlio & Cristiane              | Gian & Tati Gretchen & Carlos              | Andréia & Conrado Gian & Tati              | Gian & Tati Laura & Jorge Simony & Patrick           | Laura & Jorge Simony & Patrick     |
| Expulsados                    | Popó & Emilene 3 de 6 votos para salvar | Mário & Pietra 1 de 5 votos para salvar | Túlio & Cristiane 1 de 4 votos para salvar | Gretchen & Carlos 1 de 3 votos para salvar | Andréia & Conrado 0 de 2 votos para salvar | Gian & Tati Expulsados por la Prueba de Parejas      | Simony & Patrick 17,60% para ganar |
| Salvados                      | Gian & Tati 3 de 6 votos para salvar    | Gian & Tati 4 de 5 votos para salvar    | Gian & Tati 3 de 4 votos para salvar       | Gian & Tati 2 de 3 votos para salvar       | Gian & Tati 2 de 2 votos para salvar       | Laura & Jorge Finalistas por la Prueba de Parejas    | Laura & Jorge 82,40% para ganar    |
| Salvados                      | Gian & Tati 3 de 6 votos para salvar    | Gian & Tati 4 de 5 votos para salvar    | Gian & Tati 3 de 4 votos para salvar       | Gian & Tati 2 de 3 votos para salvar       | Gian & Tati 2 de 2 votos para salvar       | Simony & Patrick Finalistas por la Prueba de Parejas | Laura & Jorge 82,40% para ganar    |

## Segunda edición (18/04/2017 – 22/06/2017)
| Bandera del estado de Río de Janeiro     | Nayara Justino     | Bandera del estado de São Paulo          | Cairo Jardim      |
| Bandera del estado de Río de Janeiro     | MC Marcelly        | Bandera del estado de Río de Janeiro     | Frank Cavalcante  |
| Bandera del estado de Río de Janeiro     | Fábio Villa Verde  | Bandera del estado de Mato Grosso        | Regiane Cesnique  |
| Bandera del estado de São Paulo          | Thaíde             | Bandera del estado de São Paulo          | Ana P. Onofre     |
| Bandera del estado de Minas Gerais       | Maurício Ribeiro   | Bandera del estado de Ceará              | Suyane Moreira    |
| Bandera del estado de Río de Janeiro     | Sylvinho Blau-Blau | Bandera del estado de Río de Janeiro     | Ana Paula Pereira |
| Bandera del estado de Río de Janeiro     | Rafael Ilha        | Bandera del estado de São Paulo          | Aline Kezh        |
| Bandera del estado de São Paulo          | Marcelo Zangrandi  | Bandera del estado de São Paulo          | Júlia Zangrandi   |
| Bandera del estado de Paraná             | Andressa Ganacin   | Bandera del estado de Río Grande del Sur | Nasser Rodrigues  |
| Bandera del estado de Paraná             | Diego Cristo       | Bandera del estado de Minas Gerais       | Lorena Bueri      |
| Bandera del estado de Río Grande del Sur | Carol Narizinho    | Bandera del estado de Río Grande del Sur | Mateus Boeira     |
| ---------------------------------------- | ------------------ | ---------------------------------------- | ----------------- |

### Tabla de nominaciones
|                               | Semana 1                                   | Semana 2                                      | Semana 3                                   | Semana 4                      | Semana 5                                   | Semana 6                                                        | Semana 7                                      | Semana 8                                      | Semana 9                                   | Semana 10                                                       | Semana 10                                          |
| Repechaje                     | Semana 1                                   | Semana 2                                      | Semana 3                                   | Semana 4                      | Semana 5                                   | Semifinal                                                       | Semana 7                                      | Semana 8                                      | Semana 9                                   | Final                                                           |                                                    |
| ----------------------------- | ------------------------------------------ | --------------------------------------------- | ------------------------------------------ | ----------------------------- | ------------------------------------------ | --------------------------------------------------------------- | --------------------------------------------- | --------------------------------------------- | ------------------------------------------ | --------------------------------------------------------------- | -------------------------------------------------- |
| Pareja Poderosa               | Diego & Lorena                             | Diego & Lorena                                | Andressa & Nasser                          | Marcelo & Júlia               | Fábio & Regiane                            | Thaíde & Ana P.                                                 | Maurício & Suyane                             | Marcelly & Frank                              | Nayara & Cairo                             | Fábio & Regiane                                                 | (nadie)                                            |
| Poder Especial                | Diego & Lorena                             | Maurício & Suyane                             | Fábio & Regiane                            | Marcelly & Frank              | Maurício & Suyane                          | (nadie)                                                         | (nadie)                                       | (nadie)                                       | (nadie)                                    | (nadie)                                                         | (nadie)                                            |
| Nominados (Prueba de Parejas) | Carol & Mateus                             | Sylvinho & Ana Paula                          | Maurício & Suyane                          | Rafael & Aline                | Marcelly & Frank                           | (nadie)                                                         | Rafael & Aline                                | Sylvinho & Ana Paula                          | Maurício & Suyane                          | (nadie)                                                         | (nadie)                                            |
| Nominados (Saldo en Efectivo) | Marcelly & Frank                           | Thaíde & Ana P.                               | Diego & Lorena                             | Nayara & Cairo                | Andressa & Nasser                          | (nadie)                                                         | Sylvinho & Ana Paula                          | Thaíde & Ana P.                               | Fábio & Regiane                            | (nadie)                                                         | (nadie)                                            |
|                               |                                            |                                               |                                            |                               |                                            |                                                                 |                                               |                                               |                                            |                                                                 |                                                    |
| Nayara & Cairo                | Carol & Mateus                             | Sylvinho & Ana Paula                          | Maurício & Suyane                          | Nominados                     | Andressa & Nasser                          | (nadie)                                                         | Sylvinho & Ana Paula                          | Thaíde & Ana P.                               | Fábio & Regiane                            | Sin Nominación                                                  | Ganadores (Final)                                  |
| Marcelly & Frank              | Nominados                                  | Sylvinho & Ana Paula                          | Diego & Lorena                             | Nayara & Cairo                | Nominados                                  | (nadie)                                                         | Sylvinho & Ana Paula                          | Thaíde & Ana P.                               | Fábio & Regiane                            | Sin Nominación                                                  | 2º finalistas (Final)                              |
| Fábio & Regiane               | Marcelly & Frank                           | Sylvinho & Ana Paula                          | Diego & Lorena                             | Rafael & Aline                | Marcelly & Frank                           | (nadie)                                                         | Sylvinho & Ana Paula                          | Thaíde & Ana P.                               | Nominados                                  | Sin Nominación                                                  | 3º finalistas (Final)                              |
| Thaíde & Ana P.               | Marcelly & Frank                           | Nominados                                     | Expulsados (Semana 2)                      | Expulsados (Semana 2)         | Expulsados (Semana 2)                      | Repechaje                                                       | Sylvinho & Ana Paula                          | Nominados                                     | Maurício & Suyane                          | Sin Nominación                                                  | Expulsados (Semana 10)                             |
| Maurício & Suyane             | Marcelly & Frank                           | Sylvinho & Ana Paula                          | Nominados                                  | Rafael Aline                  | Marcelly & Frank                           | (nadie)                                                         | Sylvinho & Ana Paula                          | Thaíde & Ana P.                               | Nominados                                  | Expulsados (Semana 9)                                           | Expulsados (Semana 9)                              |
| Sylvinho & Ana Paula          | Marcelly & Frank                           | Nominados                                     | Maurício & Suyane                          | Nayara & Cairo                | Andressa & Nasser                          | (nadie)                                                         | Nominados                                     | Nominados                                     | Expulsados (Semana 8)                      | Expulsados (Semana 8)                                           | Expulsados (Semana 8)                              |
| Rafael & Aline                | Marcelly & Frank                           | Sylvinho & Ana Paula                          | Maurício & Suyane                          | Nominados                     | Marcelly & Frank                           | (nadie)                                                         | Nominados                                     | Expulsados (Semana 7)                         | Expulsados (Semana 7)                      | Expulsados (Semana 7)                                           | Expulsados (Semana 7)                              |
| Marcelo & Júlia               | Marcelly & Frank                           | Sylvinho & Ana Paula                          | Maurício & Suyane                          | Nayara & Cairo                | Marcelly & Frank                           | (nadie)                                                         | Retirados (Semana 7)                          | Retirados (Semana 7)                          | Retirados (Semana 7)                       | Retirados (Semana 7)                                            | Retirados (Semana 7)                               |
| Andressa & Nasser             | Marcelly & Frank                           | Sylvinho & Ana Paula                          | Maurício & Suyane                          | Nayara & Cairo                | Nominados                                  | Repechaje                                                       | Expulsados (Semana 5)                         | Expulsados (Semana 5)                         | Expulsados (Semana 5)                      | Expulsados (Semana 5)                                           | Expulsados (Semana 5)                              |
| Diego & Lorena                | Marcelly & Frank (x2)                      | Sylvinho & Ana Paula                          | Nominados                                  | Expulsados (Semana 3)         | Expulsados (Semana 3)                      | Repechaje                                                       | Expulsados (Semana 3)                         | Expulsados (Semana 3)                         | Expulsados (Semana 3)                      | Expulsados (Semana 3)                                           | Expulsados (Semana 3)                              |
| Carol & Mateus                | Nominados                                  | Expulsados (Semana 1)                         | Expulsados (Semana 1)                      | Expulsados (Semana 1)         | Expulsados (Semana 1)                      | Repechaje                                                       | Expulsados (Semana 1)                         | Expulsados (Semana 1)                         | Expulsados (Semana 1)                      | Expulsados (Semana 1)                                           | Expulsados (Semana 1)                              |
|                               |                                            |                                               |                                            |                               |                                            |                                                                 |                                               |                                               |                                            |                                                                 |                                                    |
| Nominados                     | Carol & Mateus Marcelly & Frank            | Sylvinho & Ana Paula Thaíde & Ana P.          | Diego & Lorena Maurício & Suyane           | Nayara & Cairo Rafael & Aline | Andressa & Nasser Marcelly & Frank         | Andressa & Nasser Carol & Mateus Diego & Lorena Thaíde & Ana P. | Rafael & Aline Sylvinho & Ana Paula           | Sylvinho & Ana Paula Thaíde & Ana P.          | Fábio & Regiane Maurício & Suyane          | Fábio & Regiane Marcelly & Frank Nayara & Cairo Thaíde & Ana P. | Fábio & Regiane Marcelly & Frank Nayara & Cairo    |
| Expulsados                    | Carol & Mateus 1 de 10 votos para salvar   | Thaíde & Ana P. 0 de 8 votos para salvar      | Diego & Lorena 2 de 6 votos para salvar    | Expulsión Cancelada           | Andressa & Nasser 2 de 6 votos para salvar | Andressa & Nasser Expulsados por el Saldo en Efectivo           | Marcelo & Júlia Retirados                     | Sylvinho & Ana Paula 0 de 4 votos para salvar | Maurício & Suyane 1 de 3 votos para salvar | Thaíde & Ana P. Expulsados por la Prueba de Parejas             | Fábio & Regiane 12,18% para ganar                  |
| Expulsados                    | Carol & Mateus 1 de 10 votos para salvar   | Thaíde & Ana P. 0 de 8 votos para salvar      | Diego & Lorena 2 de 6 votos para salvar    | Expulsión Cancelada           | Andressa & Nasser 2 de 6 votos para salvar | Diego & Lorena Expulsados por la Prueba de Parejas              | Marcelo & Júlia Retirados                     | Sylvinho & Ana Paula 0 de 4 votos para salvar | Maurício & Suyane 1 de 3 votos para salvar | Thaíde & Ana P. Expulsados por la Prueba de Parejas             | Fábio & Regiane 12,18% para ganar                  |
| Expulsados                    | Carol & Mateus 1 de 10 votos para salvar   | Thaíde & Ana P. 0 de 8 votos para salvar      | Diego & Lorena 2 de 6 votos para salvar    | Expulsión Cancelada           | Andressa & Nasser 2 de 6 votos para salvar | Rafael & Aline 0 de 5 votos para salvar                         | Marcelly & Frank 22,75% para ganar            | Sylvinho & Ana Paula 0 de 4 votos para salvar | Maurício & Suyane 1 de 3 votos para salvar | Thaíde & Ana P. Expulsados por la Prueba de Parejas             |                                                    |
| Expulsados                    | Carol & Mateus 1 de 10 votos para salvar   | Thaíde & Ana P. 0 de 8 votos para salvar      | Diego & Lorena 2 de 6 votos para salvar    | Expulsión Cancelada           | Andressa & Nasser 2 de 6 votos para salvar | Rafael & Aline 0 de 5 votos para salvar                         | Marcelly & Frank 22,75% para ganar            | Sylvinho & Ana Paula 0 de 4 votos para salvar | Maurício & Suyane 1 de 3 votos para salvar | Thaíde & Ana P. Expulsados por la Prueba de Parejas             | Carol & Mateus Expulsados por la Prueba de Parejas |
| Salvados                      | Marcelly & Frank 9 de 10 votos para salvar | Sylvinho & Ana Paula 8 de 8 votos para salvar | Maurício & Suyane 4 de 6 votos para salvar | Expulsión Cancelada           | Marcelly & Frank 4 de 6 votos para salvar  | Thaíde & Ana P. Regresados por la Prueba de Parejas             | Sylvinho & Ana Paula 5 de 5 votos para salvar | Thaíde & Ana P. 4 de 4 votos para salvar      | Fábio & Regiane 2 de 3 votos para salvar   | Marcelly & Frank Finalistas por la Prueba de Parejas            | Nayara & Cairo 65,07% para ganar                   |
| Salvados                      | Marcelly & Frank 9 de 10 votos para salvar | Sylvinho & Ana Paula 8 de 8 votos para salvar | Maurício & Suyane 4 de 6 votos para salvar | Expulsión Cancelada           | Marcelly & Frank 4 de 6 votos para salvar  | Thaíde & Ana P. Regresados por la Prueba de Parejas             | Sylvinho & Ana Paula 5 de 5 votos para salvar | Thaíde & Ana P. 4 de 4 votos para salvar      | Fábio & Regiane 2 de 3 votos para salvar   | Nayara & Cairo Finalistas por la Prueba de Parejas              | Nayara & Cairo 65,07% para ganar                   |
| Salvados                      | Marcelly & Frank 9 de 10 votos para salvar | Sylvinho & Ana Paula 8 de 8 votos para salvar | Maurício & Suyane 4 de 6 votos para salvar | Expulsión Cancelada           | Marcelly & Frank 4 de 6 votos para salvar  | Thaíde & Ana P. Regresados por la Prueba de Parejas             | Sylvinho & Ana Paula 5 de 5 votos para salvar | Thaíde & Ana P. 4 de 4 votos para salvar      | Fábio & Regiane 2 de 3 votos para salvar   | Fábio & Regiane Finalistas por la Prueba de Parejas             | Nayara & Cairo 65,07% para ganar                   |

## Tercera edición (24/04/2018 – 28/06/2018)
| Bandera del estado de São Paulo          | Tati Minerato    | Bandera del estado de São Paulo          | Marcelo Galatico  |
| Bandera del estado de São Paulo          | Aritana Maroni   | Bandera del estado de São Paulo          | Paulo Rogério     |
| Bandera del estado de Goiás              | Munik Nunes      | Bandera del estado de Ceará              | Anderson Felício  |
| Bandera del estado de São Paulo          | Thais Bianca     | Bandera del estado de São Paulo          | Douglas D'Amore   |
| Bandera del estado de Santa Catarina     | Marlon           | Bandera del estado de São Paulo          | Letícia Oliveira  |
| Bandera del estado de Río de Janeiro     | Nizo Neto        | Bandera del estado de Río de Janeiro     | Tatí Presser      |
| Bandera del estado de Río de Janeiro     | Vinícius D'Black | Bandera del estado de Pernambuco         | Nadja Pessoa      |
| Bandera del estado de Río de Janeiro     | MC Créu          | Bandera del estado de Río de Janeiro     | Lilian Simões     |
| Bandera del estado de Río Grande del Sur | Franciele Grossi | Bandera del Distrito Federal de Brasil   | Diego Grossi      |
| Bandera del estado de Río de Janeiro     | André Di Mauro   | Bandera del estado de Río Grande del Sur | Liége Müller      |
| Bandera del estado de Alagoas            | Aloísio Chulapa  | Bandera del estado de Alagoas            | Luisa Albuquerque |
| ---------------------------------------- | ---------------- | ---------------------------------------- | ----------------- |

### Tabla de nominaciones
|                               | Semana 1                                         | Semana 2                                        | Semana 3                                   | Semana 4                                      | Semana 5                                      | Semana 5                                                                     | Semana 6                                    | Semana 7                                     | Semana 8                            | Semana 9                           | Semana 10                                            | Semana 10                         |
| Día 34                        | Semana 1                                         | Semana 2                                        | Semana 3                                   | Semana 4                                      | Día 36                                        | Día 65                                                                       | Semana 6                                    | Semana 7                                     | Semana 8                            | Semana 9                           | Final                                                |                                   |
| ----------------------------- | ------------------------------------------------ | ----------------------------------------------- | ------------------------------------------ | --------------------------------------------- | --------------------------------------------- | ---------------------------------------------------------------------------- | ------------------------------------------- | -------------------------------------------- | ----------------------------------- | ---------------------------------- | ---------------------------------------------------- | --------------------------------- |
| Pareja Poderosa               | Marlon & Letícia                                 | Aritana & Paulo                                 | Franciele & Diego                          | Marlon & Letícia                              | Nizo & Tatí                                   | (nadie)                                                                      | Munik & Anderson                            | Aritana & Paulo                              | Aritana & Paulo                     | Aritana & Paulo                    | Tati & Marcelo                                       | (nadie)                           |
| Poder Especial                | Aritana & Paulo                                  | Aritana & Paulo                                 | Marlon & Letícia                           | Marlon & Letícia                              | Aritana & Paulo                               | (nadie)                                                                      | Marlon & Letícia                            | Aritana & Paulo                              | (nadie)                             | (nadie)                            | (nadie)                                              | (nadie)                           |
| Nominados (Prueba de Parejas) | Aloísio & Luisa                                  | André & Liége                                   | Thais & Douglas                            | Nizo & Tatí                                   | Créu & Lilian                                 | (nadie)                                                                      | Vinícius & Nadja                            | Marlon & Letícia                             | Marlon & Letícia                    | Thais & Douglas                    | (nadie)                                              | (nadie)                           |
| Nominados (Saldo en Efectivo) | Munik & Anderson Thais & Douglas                 | Marlon & Letícia Vinícius & Nadja               | Nizo & Tatí Tati & Marcelo                 | Munik & Anderson Vinícius & Nadja             | Marlon & Letícia Tati & Marcelo               | (nadie)                                                                      | Nizo & Tatí Tati & Marcelo                  | Nizo & Tatí Thais & Douglas                  | Munik & Anderson                    | Tati & Marcelo                     | (nadie)                                              | (nadie)                           |
|                               |                                                  |                                                 |                                            |                                               |                                               |                                                                              |                                             |                                              |                                     |                                    |                                                      |                                   |
| Tati & Marcelo                | Thais & Douglas                                  | Vinícius & Nadja                                | Nominados                                  | Munik & Anderson                              | Nominados                                     | (nadie)                                                                      | Nominados                                   | Nizo & Tatí                                  | Salvados                            | Nominados                          | Sin Nominación                                       | Ganadores (Día 66)                |
| Aritana & Paulo               | Thais & Douglas                                  | Marlon & Letícia (x2)                           | Nizo & Tatí                                | Nizo & Tatí                                   | Salvados                                      | (nadie)                                                                      | Nizo & Tatí                                 | Marlon & Letícia                             | Pareja Poderosa                     | Pareja Poderosa                    | Sin Nominación                                       | 2º finalistas (Día 66)            |
| Munik & Anderson              | Nominados                                        | Vinícius & Nadja                                | Tati & Marcelo                             | Nominados                                     | Salvados                                      | (nadie)                                                                      | Vinícius & Nadja                            | Nizo & Tatí                                  | Nominados                           | Salvados                           | Sin Nominación                                       | Expulsados (Día 66)               |
| Thais & Douglas               | Nominados                                        | Marlon & Letícia                                | Nominados                                  | Expulsados (Día 22)                           | Expulsados (Día 22)                           | Repechaje                                                                    | Tati & Marcelo                              | Nominados                                    | Salvados                            | Nominados                          | Expulsados (Día 64)                                  | Expulsados (Día 64)               |
| Marlon & Letícia              | Thais & Douglas                                  | Nominados                                       | Nizo & Tatí                                | Nizo & Tatí                                   | Nominados                                     | (nadie)                                                                      | Vetados                                     | Nominados                                    | Nominados                           | Expulsados (Día 57)                | Expulsados (Día 57)                                  | Expulsados (Día 57)               |
| Nizo & Tatí                   | Thais & Douglas                                  | Marlon & Letícia                                | Nominados                                  | Nominados                                     | Pareja Poderosa                               | (nadie)                                                                      | Nominados                                   | Nominados                                    | Expulsados (Día 50)                 | Expulsados (Día 50)                | Expulsados (Día 50)                                  | Expulsados (Día 50)               |
| Vinícius & Nadja              | Munik & Anderson                                 | Nominados                                       | Tati & Marcelo                             | Nominados                                     | Expulsados (Día 29)                           | Repechaje                                                                    | Nominados                                   | Expulsados (Día 43)                          | Expulsados (Día 43)                 | Expulsados (Día 43)                | Expulsados (Día 43)                                  | Expulsados (Día 43)               |
| Créu & Lilian                 | Munik & Anderson                                 | André & Liége                                   | Thais & Douglas                            | Nizo & Tatí                                   | Nominados                                     | Repechaje                                                                    | Expulsados (Día 36)                         | Expulsados (Día 36)                          | Expulsados (Día 36)                 | Expulsados (Día 36)                | Expulsados (Día 36)                                  | Expulsados (Día 36)               |
| Franciele & Diego             | Aloísio & Luisa                                  | Marlon & Letícia                                | Nizo & Tatí                                | Expulsados (Día 26)                           | Expulsados (Día 26)                           | Expulsados (Día 26)                                                          | Expulsados (Día 26)                         | Expulsados (Día 26)                          | Expulsados (Día 26)                 | Expulsados (Día 26)                | Expulsados (Día 26)                                  | Expulsados (Día 26)               |
| André & Liége                 | Thais & Douglas                                  | Nominados                                       | Expulsados (Día 15)                        | Expulsados (Día 15)                           | Expulsados (Día 15)                           | Repechaje                                                                    | Expulsados (Día 15)                         | Expulsados (Día 15)                          | Expulsados (Día 15)                 | Expulsados (Día 15)                | Expulsados (Día 15)                                  | Expulsados (Día 15)               |
| Aloísio & Luisa               | Nominados                                        | Expulsados (Día 8)                              | Expulsados (Día 8)                         | Expulsados (Día 8)                            | Expulsados (Día 8)                            | Repechaje                                                                    | Expulsados (Día 8)                          | Expulsados (Día 8)                           | Expulsados (Día 8)                  | Expulsados (Día 8)                 | Expulsados (Día 8)                                   | Expulsados (Día 8)                |
|                               |                                                  |                                                 |                                            |                                               |                                               |                                                                              |                                             |                                              |                                     |                                    |                                                      |                                   |
| Nominados                     | Aloísio & Luisa Munik & Anderson Thais & Douglas | André & Liége Marlon & Letícia Vinícius & Nadja | Nizo & Tatí Tati & Marcelo Thais & Douglas | Munik & Anderson Nizo & Tatí Vinícius & Nadja | (nadie)                                       | (nadie)                                                                      | Nizo & Tatí Tati & Marcelo Vinícius & Nadja | Marlon & Letícia Nizo & Tatí Thais & Douglas | (nadie)                             | (nadie)                            | (nadie)                                              | (nadie)                           |
| Salvados por Parejas          | Thais & Douglas                                  | Marlon & Letícia                                | Nizo & Tatí                                | Nizo & Tatí                                   | (nadie)                                       | (nadie)                                                                      | Nizo & Tatí                                 | Nizo & Tatí                                  | (nadie)                             | (nadie)                            | (nadie)                                              | (nadie)                           |
| Nominados por Expulsión       | Aloísio & Luisa Munik & Anderson                 | André & Liége Vinícius & Nadja                  | Tati & Marcelo Thais & Douglas             | Munik & Anderson Vinícius & Nadja             | Créu & Lilian Marlon & Letícia Tati & Marcelo | Aloísio & Luisa André & Liége Créu & Lilian Thais & Douglas Vinícius & Nadja | Tati & Marcelo Vinícius & Nadja             | Marlon & Letícia Nizo & Tatí Thais & Douglas | Marlon & Letícia Munik & Anderson   | Tati & Marcelo Thais & Douglas     | Aritana & Paulo Munik & Anderson Tati & Marcelo      | Aritana & Paulo Tati & Marcelo    |
| Expulsados                    | Aloísio & Luisa 25,79% para salvar               | André & Liége 40,77% para salvar                | Thais & Douglas 25,91% para salvar         | Franciele & Diego Expulsados sin nominación   | Créu & Lilian 19,99% para salvar              | Aloísio & Luisa No divulgado para regresar                                   | Vinícius & Nadja 48,41% para salvar         | Nizo & Tatí 20,37% para salvar               | Marlon & Letícia 38,60% para salvar | Thais & Douglas 32,67% para salvar | Munik & Anderson Expulsados por la Prueba de Parejas | Aritana & Paulo 39,02% para ganar |
| Expulsados                    | Aloísio & Luisa 25,79% para salvar               | André & Liége 40,77% para salvar                | Thais & Douglas 25,91% para salvar         | Franciele & Diego Expulsados sin nominación   | Créu & Lilian 19,99% para salvar              | André & Liége No divulgado para regresar                                     | Vinícius & Nadja 48,41% para salvar         | Nizo & Tatí 20,37% para salvar               | Marlon & Letícia 38,60% para salvar | Thais & Douglas 32,67% para salvar | Munik & Anderson Expulsados por la Prueba de Parejas | Aritana & Paulo 39,02% para ganar |
| Expulsados                    | Aloísio & Luisa 25,79% para salvar               | André & Liége 40,77% para salvar                | Thais & Douglas 25,91% para salvar         | Vinícius & Nadja 41,53% para salvar           | Créu & Lilian 19,99% para salvar              |                                                                              | Vinícius & Nadja 48,41% para salvar         | Nizo & Tatí 20,37% para salvar               | Marlon & Letícia 38,60% para salvar | Thais & Douglas 32,67% para salvar | Munik & Anderson Expulsados por la Prueba de Parejas | Aritana & Paulo 39,02% para ganar |
| Expulsados                    | Aloísio & Luisa 25,79% para salvar               | André & Liége 40,77% para salvar                | Thais & Douglas 25,91% para salvar         | Créu & Lilian No divulgado para regresar      | Créu & Lilian 19,99% para salvar              |                                                                              | Vinícius & Nadja 48,41% para salvar         | Nizo & Tatí 20,37% para salvar               | Marlon & Letícia 38,60% para salvar | Thais & Douglas 32,67% para salvar | Munik & Anderson Expulsados por la Prueba de Parejas | Aritana & Paulo 39,02% para ganar |
| Salvados                      | Munik & Anderson 74,21% para salvar              | Vinícius & Nadja 59,23% para salvar             | Tati & Marcelo 74,09% para salvar          | Munik & Anderson 58,47% para salvar           | Marlon & Letícia No divulgado para salvar     | Vinícius & Nadja 60,52% para regresar                                        | Tati & Marcelo 51,59% para salvar           | Marlon & Letícia No divulgado para salvar    | Munik & Anderson 61,40% para salvar | Tati & Marcelo 67,33% para salvar  | Aritana & Paulo Finalistas por la Prueba de Parejas  | Tati & Marcelo 60,98% para ganar  |
| Salvados                      | Munik & Anderson 74,21% para salvar              | Vinícius & Nadja 59,23% para salvar             | Tati & Marcelo 74,09% para salvar          | Munik & Anderson 58,47% para salvar           | Tati & Marcelo No divulgado para salvar       | Thais & Douglas Regresados por la Prueba de Parejas                          | Tati & Marcelo 51,59% para salvar           | Thais & Douglas No divulgado para salvar     | Munik & Anderson 61,40% para salvar | Tati & Marcelo 67,33% para salvar  | Tati & Marcelo Finalistas por la Prueba de Parejas   | Tati & Marcelo 60,98% para ganar  |

## Cuarta edición (30/04/2019 – 25/07/2019)
| Bandera del estado de Paraná           | Nicole Bahls      | Bandera del estado de Acre             | Marcelo Bimbi    |
| Bandera del estado de São Paulo        | Mariana Felício   | Bandera del estado de Minas Gerais     | Daniel Saullo    |
| Bandera del estado de Río de Janeiro   | Clara Maia        | Bandera del Distrito Federal de Brasil | André Coelho     |
| Bandera del estado de São Paulo        | Ju Valcézia       | Bandera del estado de São Paulo        | Ricarddo Manga   |
| Bandera del estado de Río de Janeiro   | André Marinho     | Bandera del estado de Río de Janeiro   | Drika Marinho    |
| Bandera del Distrito Federal de Brasil | Paula Pequeno     | Bandera del estado de São Paulo        | Alexandre Folhas |
| Bandera del estado de Río de Janeiro   | Taty Zatto        | Bandera del estado de Río de Janeiro   | Marcelo Braga    |
| Bandera del estado de Río de Janeiro   | Lucas Salles      | Bandera del estado de São Paulo        | Camila Colombo   |
| Bandera del estado de Pará             | Kamilla Salgado   | Bandera del estado de Paraná           | Eliéser Ambrósio |
| Bandera del estado de Minas Gerais     | Maikel Castro     | Bandera del estado de Río de Janeiro   | Jackie Sampaio   |
| Bandera del estado de São Paulo        | Debby Lagranha    | Bandera del estado de Río de Janeiro   | Leandro Amieiro  |
| Bandera del estado de Río de Janeiro   | Marcelo Tchakabum | Bandera del estado de Río de Janeiro   | Elaine Costa     |
| Bandera del estado de São Paulo        | Faby Monarca      | Bandera del estado de São Paulo        | Enrico Mansur    |
| -------------------------------------- | ----------------- | -------------------------------------- | ---------------- |

### Tabla de nominaciones
|                               | Semana 1                                      | Semana 2                                      | Semana 3                                     | Semana 4                                       | Semana 5                                    | Semana 6                                    | Semana 6                                                                                        | Semana 7                                     | Semana 8                                     | Semana 9                                  | Semana 10                                   | Semana 11                               | Semana 12                                  | Semana 13                                      |
| Día 41                        | Semana 1                                      | Semana 2                                      | Semana 3                                     | Semana 4                                       | Semana 5                                    | Día 43                                      | Final                                                                                           | Semana 7                                     | Semana 8                                     | Semana 9                                  | Semana 10                                   | Semana 11                               | Semana 12                                  |                                                |
| ----------------------------- | --------------------------------------------- | --------------------------------------------- | -------------------------------------------- | ---------------------------------------------- | ------------------------------------------- | ------------------------------------------- | ----------------------------------------------------------------------------------------------- | -------------------------------------------- | -------------------------------------------- | ----------------------------------------- | ------------------------------------------- | --------------------------------------- | ------------------------------------------ | ---------------------------------------------- |
| Pareja Poderosa               | Mariana & Daniel                              | Ju & Manga                                    | Paula & Folhas                               | Nicole & Bimbi                                 | Lucas & Camila                              | Ju & Manga                                  | (nadie)                                                                                         | Ju & Manga                                   | Ju & Manga                                   | Mariana & Daniel                          | Mariana & Daniel                            | Mariana & Daniel                        | Mariana & Daniel                           | (nadie)                                        |
| Poder Especial                | Clara & Coelho                                | Ju & Manga                                    | Nicole & Bimbi                               | Clara & Coelho                                 | Lucas & Camila                              | Mariana & Daniel                            | (nadie)                                                                                         | Clara & Coelho                               | Ju & Manga                                   | Clara & Coelho                            | Nicole & Bimbi                              | Mariana & Daniel                        | (nadie)                                    | (nadie)                                        |
| Nominados (Prueba de Parejas) | Lucas & Camila                                | Nicole & Bimbi                                | Taty & Braga                                 | André & Drika                                  | Maikel & Jackie                             | André & Drika                               | (nadie)                                                                                         | André & Drika                                | Taty & Braga                                 | André & Drika                             | Paula & Folhas                              | André & Drika                           | Nicole & Bimbi                             | (nadie)                                        |
| Nominados (Saldo en Efectivo) | Marcelo & Elaine                              | André & Drika Marcelo & Elaine                | Debby & Leandro Maikel & Jackie              | Kamilla & Eliéser Paula & Folhas               | Paula & Folhas Taty & Braga                 | Lucas & Camila Nicole & Bimbi               | (nadie)                                                                                         | Kamilla & Eliéser Taty & Braga               | Lucas & Camila Mariana & Daniel              | Nicole & Bimbi Taty & Braga               | André & Drika Clara & Coelho                | Ju & Manga Nicole & Bimbi               | Ju & Manga Mariana & Daniel                | (nadie)                                        |
|                               |                                               |                                               |                                              |                                                |                                             |                                             |                                                                                                 |                                              |                                              |                                           |                                             |                                         |                                            |                                                |
| Nicole & Bimbi                | Marcelo & Elaine                              | Nominados                                     | Taty & Braga                                 | Kamilla & Eliéser                              | Taty & Braga                                | Nominados                                   | Repechaje                                                                                       | Taty & Braga                                 | Taty & Braga                                 | Nominados                                 | André & Drika                               | Nominados                               | Nominados                                  | Ganadores (Día 87)                             |
| Mariana & Daniel              | Lucas & Camila                                | André & Drika                                 | Debby & Leandro                              | Paula & Folhas                                 | Paula & Folhas                              | Lucas & Camila                              | (nadie)                                                                                         | André & Drika                                | Nominados                                    | André & Drika                             | Clara & Coelho                              | Ju & Manga                              | Nominados                                  | 2º finalistas (Día 87)                         |
| Clara & Coelho                | Vetados                                       | Nicole & Bimbi                                | Debby & Leandro                              | Paula & Folhas (x2)                            | Paula & Folhas                              | Lucas & Camila                              | (nadie)                                                                                         | André & Drika                                | Mariana & Daniel                             | André & Drika                             | Nominados                                   | Ju & Manga                              | Mariana & Daniel                           | 3º finalistas (Día 87)                         |
| Ju & Manga                    | Marcelo & Elaine                              | André & Drika                                 | Taty & Braga                                 | Paula & Folhas                                 | Maikel & Jackie                             | Lucas & Camila                              | (nadie)                                                                                         | Vetados                                      | Mariana & Daniel                             | André & Drika                             | Clara & Coelho                              | Nominados                               | Nominados                                  | Expulsados (Día 85)                            |
| André & Drika                 | Lucas & Camila                                | Nominados                                     | Debby & Leandro                              | Nominados                                      | Paula & Folhas                              | Nominados                                   | (nadie)                                                                                         | Nominados                                    | Mariana & Daniel                             | Nominados                                 | Nominados                                   | Nominados                               | Expulsados (Día 78)                        | Expulsados (Día 78)                            |
| Paula & Folhas                | Marcelo & Elaine                              | André & Drika                                 | Debby & Leandro                              | Nominados                                      | Nominados                                   | Lucas & Camila                              | (nadie)                                                                                         | Vetados                                      | Mariana & Daniel                             | André & Drika                             | Nominados                                   | Expulsados (Día 71)                     | Expulsados (Día 71)                        | Expulsados (Día 71)                            |
| Taty & Braga                  | Marcelo & Elaine                              | Nicole & Bimbi                                | Nominados                                    | Kamilla & Eliéser                              | Nominados                                   | Nicole & Bimbi                              | (nadie)                                                                                         | Nominados                                    | Nominados                                    | Nominados                                 | Expulsados (Día 64)                         | Expulsados (Día 64)                     | Expulsados (Día 64)                        | Expulsados (Día 64)                            |
| Lucas & Camila                | Nominados                                     | André & Drika                                 | Debby & Leandro                              | Paula & Folhas                                 | Paula & Folhas                              | Nominados                                   | (nadie)                                                                                         | André & Drika                                | Nominados                                    | Expulsados (Día 57)                       | Expulsados (Día 57)                         | Expulsados (Día 57)                     | Expulsados (Día 57)                        | Expulsados (Día 57)                            |
| Kamilla & Eliéser             | Marcelo & Elaine                              | Nicole & Bimbi                                | Taty & Braga                                 | Nominados                                      | Expulsados (Día 29)                         | Expulsados (Día 29)                         | Repechaje                                                                                       | Nominados                                    | Expulsados (Día 50)                          | Expulsados (Día 50)                       | Expulsados (Día 50)                         | Expulsados (Día 50)                     | Expulsados (Día 50)                        | Expulsados (Día 50)                            |
| Maikel & Jackie               | Faby & Enrico                                 | Nicole & Bimbi                                | Nominados                                    | André & Drika                                  | Nominados                                   | Expulsados (Día 36)                         | Repechaje                                                                                       | Expulsados (Día 36)                          | Expulsados (Día 36)                          | Expulsados (Día 36)                       | Expulsados (Día 36)                         | Expulsados (Día 36)                     | Expulsados (Día 36)                        | Expulsados (Día 36)                            |
| Debby & Leandro               | Lucas & Camila                                | André & Drika                                 | Nominados                                    | Expulsados (Día 22)                            | Expulsados (Día 22)                         | Expulsados (Día 22)                         | Repechaje                                                                                       | Expulsados (Día 22)                          | Expulsados (Día 22)                          | Expulsados (Día 22)                       | Expulsados (Día 22)                         | Expulsados (Día 22)                     | Expulsados (Día 22)                        | Expulsados (Día 22)                            |
| Marcelo & Elaine              | Nominados                                     | Nominados                                     | Expulsados (Día 15)                          | Expulsados (Día 15)                            | Expulsados (Día 15)                         | Expulsados (Día 15)                         | Repechaje                                                                                       | Expulsados (Día 15)                          | Expulsados (Día 15)                          | Expulsados (Día 15)                       | Expulsados (Día 15)                         | Expulsados (Día 15)                     | Expulsados (Día 15)                        | Expulsados (Día 15)                            |
| Faby & Enrico                 | Nominados                                     | Expulsados (Día 8)                            | Expulsados (Día 8)                           | Expulsados (Día 8)                             | Expulsados (Día 8)                          | Expulsados (Día 8)                          | Repechaje                                                                                       | Expulsados (Día 8)                           | Expulsados (Día 8)                           | Expulsados (Día 8)                        | Expulsados (Día 8)                          | Expulsados (Día 8)                      | Expulsados (Día 8)                         | Expulsados (Día 8)                             |
|                               |                                               |                                               |                                              |                                                |                                             |                                             |                                                                                                 |                                              |                                              |                                           |                                             |                                         |                                            |                                                |
| Nominados                     | Faby & Enrico Lucas & Camila Marcelo & Elaine | André & Drika Marcelo & Elaine Nicole & Bimbi | Debby & Leandro Maikel & Jackie Taty & Braga | André & Drika Kamilla & Eliéser Paula & Folhas | Maikel & Jackie Paula & Folhas Taty & Braga | André & Drika Lucas & Camila Nicole & Bimbi | (nadie)                                                                                         | André & Drika Kamilla & Eliéser Taty & Braga | Lucas & Camila Mariana & Daniel Taty & Braga | André & Drika Nicole & Bimbi Taty & Braga | André & Drika Clara & Coelho Paula & Folhas | André & Drika Ju & Manga Nicole & Bimbi | Ju & Manga Mariana & Daniel Nicole & Bimbi | (nadie)                                        |
| Salvados por Parejas          | Marcelo & Elaine                              | André & Drika                                 | Debby & Leandro Maikel & Jackie              | Paula & Folhas                                 | Paula & Folhas                              | Lucas & Camila                              | (nadie)                                                                                         | André & Drika                                | Mariana & Daniel                             | André & Drika                             | Clara & Coelho                              | Ju & Manga                              | Mariana & Daniel                           | (nadie)                                        |
| Nominados por Expulsión       | Faby & Enrico Lucas & Camila                  | Marcelo & Elaine Nicole & Bimbi               | Debby & Leandro Taty & Braga                 | André & Drika Kamilla & Eliéser                | Maikel & Jackie Taty & Braga                | André & Drika Nicole & Bimbi                | Debby & Leandro Faby & Enrico Kamilla & Eliéser Maikel & Jackie Marcelo & Elaine Nicole & Bimbi | Kamilla & Eliéser Taty & Braga               | Lucas & Camila Mariana & Daniel Taty & Braga | Nicole & Bimbi Taty & Braga               | André & Drika Clara & Coelho Paula & Folhas | André & Drika Nicole & Bimbi            | Ju & Manga Nicole & Bimbi                  | Clara & Coelho Mariana & Daniel Nicole & Bimbi |
| Expulsados                    | Faby & Enrico 21,29% para salvar              | Marcelo & Elaine 35,53% para salvar           | Debby & Leandro 37,36% para salvar           | Kamilla & Eliéser 30,86% para salvar           | Maikel & Jackie 43% para salvar             | Nicole & Bimbi 48,10% para salvar           | Maikel & Jackie 6,26% para regresar                                                             | Kamilla & Eliéser 22,56% para salvar         | Lucas & Camila 21,46% para salvar            | Taty & Braga 40,34% para salvar           | Paula & Folhas 24,91% para salvar           | André & Drika 29,72% para salvar        | Ju & Manga 42,41% para salvar              | Clara & Coelho 8,41% para ganar                |
| Expulsados                    | Faby & Enrico 21,29% para salvar              | Marcelo & Elaine 35,53% para salvar           | Debby & Leandro 37,36% para salvar           | Kamilla & Eliéser 30,86% para salvar           | Maikel & Jackie 43% para salvar             | Nicole & Bimbi 48,10% para salvar           | Faby & Enrico 8,14% para regresar                                                               | Kamilla & Eliéser 22,56% para salvar         | Lucas & Camila 21,46% para salvar            | Taty & Braga 40,34% para salvar           | Paula & Folhas 24,91% para salvar           | André & Drika 29,72% para salvar        | Ju & Manga 42,41% para salvar              | Clara & Coelho 8,41% para ganar                |
| Expulsados                    | Faby & Enrico 21,29% para salvar              | Marcelo & Elaine 35,53% para salvar           | Debby & Leandro 37,36% para salvar           | Kamilla & Eliéser 30,86% para salvar           | Maikel & Jackie 43% para salvar             | Nicole & Bimbi 48,10% para salvar           | Marcelo & Elaine 15,60% para regresar                                                           | Kamilla & Eliéser 22,56% para salvar         | Lucas & Camila 21,46% para salvar            | Taty & Braga 40,34% para salvar           | Paula & Folhas 24,91% para salvar           | André & Drika 29,72% para salvar        | Ju & Manga 42,41% para salvar              | Mariana & Daniel 42,99% para ganar             |
| Expulsados                    | Faby & Enrico 21,29% para salvar              | Marcelo & Elaine 35,53% para salvar           | Debby & Leandro 37,36% para salvar           | Kamilla & Eliéser 30,86% para salvar           | Maikel & Jackie 43% para salvar             | Nicole & Bimbi 48,10% para salvar           | Debby & Leandro 31,06% para regresar                                                            | Kamilla & Eliéser 22,56% para salvar         | Lucas & Camila 21,46% para salvar            | Taty & Braga 40,34% para salvar           | Paula & Folhas 24,91% para salvar           | André & Drika 29,72% para salvar        | Ju & Manga 42,41% para salvar              | Mariana & Daniel 42,99% para ganar             |
| Salvados                      | Lucas & Camila 78,71% para salvar             | Nicole & Bimbi 64,47% para salvar             | Taty & Braga 62,64% para salvar              | André & Drika 69,14% para salvar               | Taty & Braga 57% para salvar                | André & Drika 51,90% para salvar            | Kamilla & Eliéser 38,94% para regresar                                                          | Taty & Braga 77,44% para salvar              | Mariana & Daniel 29,20% para salvar          | Nicole & Bimbi 59,66% para salvar         | André & Drika 32,24% para salvar            | Nicole & Bimbi 70,28% para salvar       | Nicole & Bimbi 57,59% para salvar          | Nicole & Bimbi 48,60% para ganar               |
| Salvados                      | Lucas & Camila 78,71% para salvar             | Nicole & Bimbi 64,47% para salvar             | Taty & Braga 62,64% para salvar              | André & Drika 69,14% para salvar               | Taty & Braga 57% para salvar                | André & Drika 51,90% para salvar            | Nicole & Bimbi Regresados por la Prueba de Parejas                                              | Taty & Braga 77,44% para salvar              | Taty & Braga 49,34% para salvar              | Nicole & Bimbi 59,66% para salvar         | Clara & Coelho 42,85% para salvar           | Nicole & Bimbi 70,28% para salvar       | Nicole & Bimbi 57,59% para salvar          | Nicole & Bimbi 48,60% para ganar               |

## Quinta edición (09/05/2021 – 23/07/2021)
| Bandera del estado de São Paulo          | Matheus Yurley      | Bandera del estado de Minas Gerais        | Mari Matarazzo   |
| Bandera del estado de São Paulo          | Deborah Albuquerque | Bandera de Portugal                       | Bruno Salomão    |
| Bandera del estado de Paraná             | Li Martins          | Bandera del estado de São Paulo           | JP Mantovani     |
| Bandera del estado de Río Grande del Sur | Thiago Bertoldo     | Bandera del estado de Río Grande del Sur  | Geórgia Fröhlich |
| Bandera del estado de Río de Janeiro     | Renata Domínguez    | Bandera del estado de São Paulo           | Leandro Gléria   |
| Bandera del estado de São Paulo          | Dany Hypólito       | Bandera del estado de Río de Janeiro      | Fábio Castro     |
| Bandera del Distrito Federal de Brasil   | Filipe Duarte       | Bandera del estado de Goiás               | Nina Cachoeira   |
| Bandera del estado de São Paulo          | Mirela Janis        | Bandera del estado de Paraíba             | Yugnir Ângelo    |
| Bandera del estado de Amazonas           | Márcia Fellipe      | Bandera del estado de Maranhão            | Rod Bala         |
| Bandera del estado de Río de Janeiro     | JonJon              | Bandera del estado de Río de Janeiro      | Carol Santos     |
| Bandera del estado de São Paulo          | Pimpolho            | Bandera del estado de São Paulo           | Bibi Paolillo    |
| Bandera del estado de São Paulo          | MC Mirella          | Bandera del estado de Mato Grosso del Sur | Dynho Alves      |
| Bandera del estado de São Paulo          | Fernanda Medrado    | Bandera del estado de São Paulo           | Claytão          |
| ---------------------------------------- | ------------------- | ----------------------------------------- | ---------------- |

### Tabla de nominaciones
|                               | Semana 1                                         | Semana 2                                       | Semana 3                                      | Semana 4                             | Semana 5                                    | Semana 6                                                          | Semana 7                                           | Semana 8                                       | Semana 9                                     | Semana 10                               | Semana 11                                       | Semana 11                                | Semana 11                         |
| Día 74                        | Semana 1                                         | Semana 2                                       | Semana 3                                      | Semana 4                             | Semana 5                                    | Semana 6                                                          | Semana 7                                           | Semana 8                                       | Semana 9                                     | Semana 10                               | Día 75                                          | Final                                    |                                   |
| ----------------------------- | ------------------------------------------------ | ---------------------------------------------- | --------------------------------------------- | ------------------------------------ | ------------------------------------------- | ----------------------------------------------------------------- | -------------------------------------------------- | ---------------------------------------------- | -------------------------------------------- | --------------------------------------- | ----------------------------------------------- | ---------------------------------------- | --------------------------------- |
| Pareja Poderosa               | Mirella & Dynho                                  | Deborah & Bruno                                | Márcia & Rod                                  | Deborah & Bruno                      | Dany & Fábio                                | Li & JP                                                           | Thiago & Geórgia                                   | Thiago & Geórgia                               | Li & JP                                      | Thiago & Geórgia                        | Li & JP                                         | (nadie)                                  | (nadie)                           |
| Nominados (Prueba de Parejas) | Pimpolho & Bibi                                  | Medrado & Claytão                              | Filipe & Nina                                 | Márcia & Rod                         | Matheus & Mari                              | Deborah & Bruno                                                   | Matheus & Mari                                     | Filipe & Nina                                  | Dany & Fábio                                 | Li & JP                                 | (nadie)                                         | (nadie)                                  | (nadie)                           |
| Nominados (Saldo en Efectivo) | Li & JP Márcia & Rod                             | Dany & Fábio Márcia & Rod                      | Mirella & Dynho                               | Pimpolho & Bibi                      | Filipe & Nina                               | Márcia & Rod                                                      | Dany & Fábio Filipe & Nina                         | Deborah & Bruno                                | Matheus & Mari                               | Renata & Leandro                        | (nadie)                                         | (nadie)                                  | (nadie)                           |
| Nominados (Parejas)           | Thiago & Geórgia                                 | Thiago & Geórgia                               | Deborah & Bruno                               | Li & JP                              | JonJon & Carol                              | Mirela Janis & Yugnir                                             | Mirela Janis & Yugnir                              | Renata & Leandro                               | Renata & Leandro                             | Matheus & Mari                          | (nadie)                                         | (nadie)                                  | (nadie)                           |
|                               |                                                  |                                                |                                               |                                      |                                             |                                                                   |                                                    |                                                |                                              |                                         |                                                 |                                          |                                   |
| Matheus & Mari                | Deborah & Bruno                                  | Li & JP                                        | Deborah & Bruno                               | Li & JP                              | Li & JP                                     | Filipe & Nina                                                     | Deborah & Bruno                                    | Li & JP                                        | Renata & Leandro (x2)                        | Deborah & Bruno                         | Nominados                                       | Nominados                                | Ganadores (Día 78)                |
| Deborah & Bruno               | Márcia & Rod                                     | Dany & Fábio                                   | Mirela Janis & Yugnir Deborah & Bruno         | Li & JP                              | Márcia & Rod                                | Mirela Janis & Yugnir                                             | Mirela Janis & Yugnir                              | Renata & Leandro                               | Renata & Leandro (x2)                        | Matheus & Mari                          | Nominados                                       | Nominados                                | 2º finalistas (Día 78)            |
| Li & JP                       | Márcia & Rod                                     | Mirela Janis & Yugnir                          | Matheus & Mari                                | Renata & Leandro                     | Márcia & Rod                                | Mirela Janis & Yugnir (x2)                                        | Mirela Janis & Yugnir                              | Renata & Leandro                               | Renata & Leandro (x2)                        | Matheus & Mari                          | Inmunes                                         | Nominados                                | Expulsados (Día 76)               |
| Thiago & Geórgia              | Filipe & Nina                                    | JonJon & Carol                                 | Pimpolho & Bibi                               | Filipe & Nina                        | Mirela Janis & Yugnir                       | Matheus & Mari                                                    | Filipe & Nina                                      | Matheus & Mari                                 | Renata & Leandro (x2)                        | Matheus & Mari                          | Nominados                                       | Expulsados (Día 75)                      | Expulsados (Día 75)               |
| Renata & Leandro              | Mirela Janis & Yugnir                            | Mirela Janis & Yugnir                          | Dany & Fábio                                  | Li & JP                              | Li & JP                                     | Filipe & Nina                                                     | Deborah & Bruno                                    | Li & JP                                        | Deborah & Bruno                              | Deborah & Bruno                         | Expulsados (Día 70)                             | Expulsados (Día 70)                      | Expulsados (Día 70)               |
| Dany & Fábio                  | JonJon & Carol                                   | JonJon & Carol                                 | JonJon & Carol                                | JonJon & Carol                       | JonJon & Carol (x3)                         | Mirela Janis & Yugnir                                             | Mirela Janis & Yugnir                              | Renata & Leandro                               | Deborah & Bruno                              | Expulsados (Día 63)                     | Expulsados (Día 63)                             | Expulsados (Día 63)                      | Expulsados (Día 63)               |
| Filipe & Nina                 | Thiago & Geórgia                                 | Dany & Fábio                                   | Deborah & Bruno                               | JonJon & Carol                       | JonJon & Carol (x2)                         | Mirela Janis & Yugnir                                             | Mirela Janis & Yugnir                              | Renata & Leandro                               | Expulsados (Día 56)                          | Expulsados (Día 56)                     | Expulsados (Día 56)                             | Expulsados (Día 56)                      | Expulsados (Día 56)               |
| Mirela Janis & Yugnir         | Renata & Leandro                                 | Li & JP                                        | Deborah & Bruno                               | Li & JP                              | Li & JP                                     | Filipe & Nina                                                     | Deborah & Bruno                                    | Expulsados (Día 49)                            | Expulsados (Día 49)                          | Expulsados (Día 49)                     | Expulsados (Día 49)                             | Expulsados (Día 49)                      | Expulsados (Día 49)               |
| Márcia & Rod                  | Deborah & Bruno                                  | Li & JP                                        | Deborah & Bruno                               | Li & JP                              | Li & JP                                     | Filipe & Nina                                                     | Expulsados (Día 42)                                | Expulsados (Día 42)                            | Expulsados (Día 42)                          | Expulsados (Día 42)                     | Expulsados (Día 42)                             | Expulsados (Día 42)                      | Expulsados (Día 42)               |
| JonJon & Carol                | Thiago & Geórgia                                 | Thiago & Geórgia                               | Dany & Fábio                                  | Filipe & Nina                        | Renata & Leandro                            | Expulsados (Día 35)                                               | Expulsados (Día 35)                                | Expulsados (Día 35)                            | Expulsados (Día 35)                          | Expulsados (Día 35)                     | Expulsados (Día 35)                             | Expulsados (Día 35)                      | Expulsados (Día 35)               |
| Pimpolho & Bibi               | Dany & Fábio                                     | Thiago & Geórgia                               | Deborah & Bruno                               | Filipe & Nina                        | Expulsados (Día 28)                         | Expulsados (Día 28)                                               | Expulsados (Día 28)                                | Expulsados (Día 28)                            | Expulsados (Día 28)                          | Expulsados (Día 28)                     | Expulsados (Día 28)                             | Expulsados (Día 28)                      | Expulsados (Día 28)               |
| Mirella & Dynho               | Thiago & Geórgia (x2)                            | Thiago & Geórgia                               | Renata & Leandro                              | Expulsados (Día 21)                  | Expulsados (Día 21)                         | Expulsados (Día 21)                                               | Expulsados (Día 21)                                | Expulsados (Día 21)                            | Expulsados (Día 21)                          | Expulsados (Día 21)                     | Expulsados (Día 21)                             | Expulsados (Día 21)                      | Expulsados (Día 21)               |
| Medrado & Claytão             | Deborah & Bruno                                  | Thiago & Geórgia                               | Expulsados (Día 14)                           | Expulsados (Día 14)                  | Expulsados (Día 14)                         | Expulsados (Día 14)                                               | Expulsados (Día 14)                                | Expulsados (Día 14)                            | Expulsados (Día 14)                          | Expulsados (Día 14)                     | Expulsados (Día 14)                             | Expulsados (Día 14)                      | Expulsados (Día 14)               |
|                               |                                                  |                                                |                                               |                                      |                                             |                                                                   |                                                    |                                                |                                              |                                         |                                                 |                                          |                                   |
| Nominados                     | Márcia & Rod Pimpolho & Bibi Thiago & Geórgia    | Márcia & Rod Medrado & Claytão Pimpolho & Bibi | Deborah & Bruno Filipe & Nina Mirella & Dynho | Li & JP Márcia & Rod Pimpolho & Bibi | Filipe & Nina JonJon & Carol Matheus & Mari | Deborah & Bruno Márcia & Rod Matheus & Mari Mirela Janis & Yugnir | Filipe & Nina Matheus & Mari Mirela Janis & Yugnir | Deborah & Bruno Filipe & Nina Renata & Leandro | Dany & Fábio Matheus & Mari Renata & Leandro | Li & JP Matheus & Mari Renata & Leandro | Deborah & Bruno Matheus & Mari Thiago & Geórgia | Deborah & Bruno Li & JP Matheus & Mari   | Deborah & Bruno Matheus & Mari    |
| Expulsados                    | Pimpolho & Bibi Nominados por la Prueba Sorpresa | Medrado & Claytão 23,40% para salvar           | Mirella & Dynho 28,12% para salvar            | Pimpolho & Bibi 20,18% para salvar   | JonJon & Carol 19,97% para salvar           | Márcia & Rod 14,51% para salvar                                   | Mirela Janis & Yugnir 26,21% para salvar           | Filipe & Nina 11,55% para salvar               | Dany & Fábio 24,36% para salvar              | Renata & Leandro 28,73% para salvar     | Thiago & Geórgia 4,59% para salvar              | Li & JP 5,44% para salvar                | Deborah & Bruno 36,59% para ganar |
| Salvados                      | Thiago & Geórgia Salvados por la Prueba Sorpresa | Márcia & Rod 30,82% para salvar                | Filipe & Nina 35,37% para salvar              | Márcia & Rod 36,88% para salvar      | Filipe & Nina 23,40% para salvar            | Mirela Janis & Yugnir 15,17% para salvar                          | Matheus & Mari 35,51% para salvar                  | Deborah & Bruno 41,07% para salvar             | Renata & Leandro 29,59% para salvar          | Li & JP 29,48% para salvar              | Deborah & Bruno No divulgado para salvar        | Deborah & Bruno No divulgado para salvar | Matheus & Mari 63,41% para ganar  |
| Salvados                      | Thiago & Geórgia Salvados por la Prueba Sorpresa | Márcia & Rod 30,82% para salvar                | Filipe & Nina 35,37% para salvar              | Márcia & Rod 36,88% para salvar      | Filipe & Nina 23,40% para salvar            | Matheus & Mari 27,63% para salvar                                 | Matheus & Mari 35,51% para salvar                  | Deborah & Bruno 41,07% para salvar             | Renata & Leandro 29,59% para salvar          | Li & JP 29,48% para salvar              | Deborah & Bruno No divulgado para salvar        | Deborah & Bruno No divulgado para salvar | Matheus & Mari 63,41% para ganar  |
| Salvados                      | Márcia & Rod Salvados por la Prueba Sorpresa     | Pimpolho & Bibi 45,78% para salvar             | Deborah & Bruno 36,51% para salvar            | Li & JP 42,94% para salvar           | Matheus & Mari 56,63% para salvar           | Filipe & Nina 38,28% para salvar                                  | Renata & Leandro 47,38% para salvar                | Matheus & Mari 46,05% para salvar              | Matheus & Mari 41,79% para salvar            | Matheus & Mari No divulgado para salvar | Matheus & Mari No divulgado para salvar         |                                          | Matheus & Mari 63,41% para ganar  |
| Salvados                      | Márcia & Rod Salvados por la Prueba Sorpresa     | Pimpolho & Bibi 45,78% para salvar             | Deborah & Bruno 36,51% para salvar            | Li & JP 42,94% para salvar           | Matheus & Mari 56,63% para salvar           | Filipe & Nina 38,28% para salvar                                  | Renata & Leandro 47,38% para salvar                | Matheus & Mari 46,05% para salvar              | Matheus & Mari 41,79% para salvar            | Matheus & Mari No divulgado para salvar | Matheus & Mari No divulgado para salvar         | Deborah & Bruno 42,69% para salvar       | Matheus & Mari 63,41% para ganar  |

## Sexta edición (02/05/2022 – 14/07/2022)
| Bandera del estado de Río Grande del Sur | Brenda Paixão    | Bandera del estado de Río de Janeiro | Matheus Sampaio |
| Bandera del estado de Río de Janeiro     | Mussunzinho      | Bandera del estado de Río de Janeiro | Karol Menezes   |
| Bandera del estado de São Paulo          | Adryana Ribeiro  | Bandera del estado de São Paulo      | Albert Bressan  |
| Bandera del estado de Espírito Santo     | João Hadad       | Bandera del estado de São Paulo      | Luana Andrade   |
| Bandera del estado de Pará               | Hadballa         | Bandera del estado de Pará           | Eliza Fagundes  |
| Bandera del estado de Río Grande del Sur | Michele Passa    | Bandera de Guinea-Bisáu              | Bruno Passa     |
| Bandera del estado de São Paulo          | Pe Lanza         | Bandera del estado de São Paulo      | Anne Duarte     |
| Bandera del estado de Minas Gerais       | Ivy Moraes       | Bandera del estado de Minas Gerais   | Nandinho Borges |
| Bandera del estado de São Paulo          | Lucas Cartolouco | Bandera del estado de São Paulo      | Gabi Augusto    |
| Bandera del estado de São Paulo          | Cláudia Baronesa | Bandera del estado de São Paulo      | Rogério Alves   |
| Bandera del estado de São Paulo          | Nahim            | Bandera del estado de São Paulo      | Andreia Andrade |
| Bandera del estado de São Paulo          | Dinei            | Bandera del estado de São Paulo      | Erika Dias      |
| Bandera del estado de São Paulo          | Rodrigo Mila     | Bandera del estado de São Paulo      | Daia Araújo     |
| ---------------------------------------- | ---------------- | ------------------------------------ | --------------- |

### Tabla de nominaciones
|                               | Semana 1                                             | Semana 2                                     | Semana 3                                          | Semana 4                                                             | Semana 5                                            | Semana 6                                         | Semana 7                                         | Semana 8                                          | Semana 9                                          | Semana 10                                          | Semana 11                                          | Semana 11                                             |
| Día 74                        | Semana 1                                             | Semana 2                                     | Semana 3                                          | Semana 4                                                             | Semana 5                                            | Semana 6                                         | Semana 7                                         | Semana 8                                          | Semana 9                                          | Semana 10                                          | Final                                              |                                                       |
| ----------------------------- | ---------------------------------------------------- | -------------------------------------------- | ------------------------------------------------- | -------------------------------------------------------------------- | --------------------------------------------------- | ------------------------------------------------ | ------------------------------------------------ | ------------------------------------------------- | ------------------------------------------------- | -------------------------------------------------- | -------------------------------------------------- | ----------------------------------------------------- |
| Pareja Poderosa               | Hadballa & Eliza                                     | Mussunzinho & Karol                          | Cartolouco & Gabi                                 | Michele & Passa                                                      | Ivy & Nandinho                                      | Pe Lanza & Anne                                  | Mussunzinho & Karol                              | Hadad & Luana                                     | Hadad & Luana                                     | Mussunzinho & Karol                                | Adryana & Albert                                   | (nadie)                                               |
| Nominados (Prueba de Parejas) | (nadie)                                              | Mila & Daia                                  | Dinei & Erika                                     | Adryana & Albert                                                     | Brenda & Matheus                                    | Adryana & Albert                                 | Adryana & Albert                                 | Adryana & Albert                                  | Brenda & Matheus                                  | Brenda & Matheus                                   | (nadie)                                            | (nadie)                                               |
| Nominados (Saldo en Efectivo) | (nadie)                                              | Nahim & Andreia                              | Brenda & Matheus                                  | Baronesa & Rogério                                                   | Michele & Passa Cartolouco & Gabi                   | Ivy & Nandinho                                   | Ivy & Nandinho                                   | Pe Lanza & Anne                                   | Hadballa & Eliza                                  | Adryana & Albert                                   | (nadie)                                            | (nadie)                                               |
| Nominados (Parejas)           | (nadie)                                              | Adryana & Albert                             | Baronesa & Rogério                                | Brenda & Matheus                                                     | Adryana & Albert                                    | Brenda & Matheus                                 | Brenda & Matheus                                 | Brenda & Matheus                                  | Michele & Passa                                   | Hadballa & Eliza                                   | (nadie)                                            | (nadie)                                               |
|                               |                                                      |                                              |                                                   |                                                                      |                                                     |                                                  |                                                  |                                                   |                                                   |                                                    |                                                    |                                                       |
| Brenda & Matheus              | Pe Lanza & Anne                                      | Dinei & Erika                                | Mussunzinho & Karol Baronesa & Rogério            | Hadad & Luana                                                        | Hadballa & Eliza                                    | Hadballa & Eliza                                 | Hadballa & Eliza                                 | Hadballa & Eliza                                  | Michele & Passa                                   | Mussunzinho & Karol                                | Nominados                                          | Ganadores (Día 77)                                    |
| Mussunzinho & Karol           | Pe Lanza & Anne                                      | Adryana & Albert (x2)                        | Baronesa & Rogério                                | Brenda & Matheus                                                     | Adryana & Albert                                    | Brenda & Matheus                                 | Brenda & Matheus (x2)                            | Brenda & Matheus                                  | Adryana & Albert                                  | Hadballa & Eliza (x2)                              | Nominados                                          | 2º finalistas (Día 77)                                |
| Adryana & Albert              | Baronesa & Rogério                                   | Hadballa & Eliza                             | Mussunzinho & Karol Baronesa & Rogério            | Hadad & Luana                                                        | Cartolouco & Gabi                                   | Hadballa & Eliza                                 | Hadballa & Eliza                                 | Hadballa & Eliza Michele & Passa                  | Michele & Passa                                   | Mussunzinho & Karol                                | Inmunes                                            | 3º finalistas (Día 77)                                |
| Hadad & Luana                 | Pe Lanza & Anne                                      | Dinei & Erika                                | Michele & Passa                                   | Cartolouco & Gabi                                                    | Adryana & Albert                                    | Brenda & Matheus                                 | Brenda & Matheus (x2)                            | Brenda & Matheus                                  | Michele & Passa                                   | Hadballa & Eliza (x2)                              | Nominados                                          | Expulsados (Día 75)                                   |
| Hadballa & Eliza              | Baronesa & Rogério                                   | Adryana & Albert                             | Nahim & Andreia                                   | Brenda & Matheus                                                     | Adryana & Albert                                    | Brenda & Matheus                                 | Brenda & Matheus (x2)                            | Brenda & Matheus                                  | Michele & Passa                                   | Mussunzinho & Karol                                | Expulsados (Día 70)                                | Expulsados (Día 70)                                   |
| Michele & Passa               | Pe Lanza & Anne                                      | Adryana & Albert                             | Nahim & Andreia                                   | Brenda & Matheus                                                     | Adryana & Albert                                    | Hadad & Luana                                    | Brenda & Matheus (x2)                            | Brenda & Matheus                                  | Adryana & Albert                                  | Expulsados (Día 63)                                | Expulsados (Día 63)                                | Expulsados (Día 63)                                   |
| Pe Lanza & Anne               | Nominados                                            | Adryana & Albert                             | Baronesa & Rogério                                | Brenda & Matheus                                                     | Adryana & Albert                                    | Hadballa & Eliza                                 | Brenda & Matheus (x2)                            | Brenda & Matheus                                  | Expulsados (Día 56)                               | Expulsados (Día 56)                                | Expulsados (Día 56)                                | Expulsados (Día 56)                                   |
| Ivy & Nandinho                | Pe Lanza & Anne                                      | Dinei & Erika                                | Mussunzinho & Karol Baronesa & Rogério            | Brenda & Matheus                                                     | Cartolouco & Gabi                                   | Hadballa & Eliza                                 | Hadballa & Eliza                                 | Expulsados (Día 49)                               | Expulsados (Día 49)                               | Expulsados (Día 49)                                | Expulsados (Día 49)                                | Expulsados (Día 49)                                   |
| Cartolouco & Gabi             | Pe Lanza & Anne                                      | Adryana & Albert                             | Baronesa & Rogério                                | Brenda & Matheus                                                     | Adryana & Albert                                    | Expulsados (Día 35)                              | Expulsados (Día 35)                              | Expulsados (Día 35)                               | Expulsados (Día 35)                               | Expulsados (Día 35)                                | Expulsados (Día 35)                                | Expulsados (Día 35)                                   |
| Baronesa & Rogério            | Nominados                                            | Dinei & Erika                                | Mussunzinho & Karol Baronesa & Rogério            | Hadad & Luana                                                        | Abandonos (Día 29)                                  | Abandonos (Día 29)                               | Abandonos (Día 29)                               | Abandonos (Día 29)                                | Abandonos (Día 29)                                | Abandonos (Día 29)                                 | Abandonos (Día 29)                                 | Abandonos (Día 29)                                    |
| Nahim & Andreia               | Pe Lanza & Anne                                      | Hadballa & Eliza                             | Baronesa & Rogério                                | Brenda & Matheus                                                     | Expulsados (Día 28)                                 | Expulsados (Día 28)                              | Expulsados (Día 28)                              | Expulsados (Día 28)                               | Expulsados (Día 28)                               | Expulsados (Día 28)                                | Expulsados (Día 28)                                | Expulsados (Día 28)                                   |
| Dinei & Erika                 | Pe Lanza & Anne                                      | Ivy & Nandinho                               | Baronesa & Rogério                                | Expulsados (Día 21)                                                  | Expulsados (Día 21)                                 | Expulsados (Día 21)                              | Expulsados (Día 21)                              | Expulsados (Día 21)                               | Expulsados (Día 21)                               | Expulsados (Día 21)                                | Expulsados (Día 21)                                | Expulsados (Día 21)                                   |
| Mila & Daia                   | Baronesa & Rogério                                   | Dinei & Erika                                | Expulsados (Día 14)                               | Expulsados (Día 14)                                                  | Expulsados (Día 14)                                 | Expulsados (Día 14)                              | Expulsados (Día 14)                              | Expulsados (Día 14)                               | Expulsados (Día 14)                               | Expulsados (Día 14)                                | Expulsados (Día 14)                                | Expulsados (Día 14)                                   |
|                               |                                                      |                                              |                                                   |                                                                      |                                                     |                                                  |                                                  |                                                   |                                                   |                                                    |                                                    |                                                       |
| Nominados                     | (nadie)                                              | Adryana & Albert Mila & Daia Nahim & Andreia | Baronesa & Rogério Brenda & Matheus Dinei & Erika | Adryana & Albert Baronesa & Rogério Brenda & Matheus Nahim & Andreia | Adryana & Albert Brenda & Matheus Cartolouco & Gabi | Adryana & Albert Brenda & Matheus Ivy & Nandinho | Adryana & Albert Brenda & Matheus Ivy & Nandinho | Adryana & Albert Brenda & Matheus Pe Lanza & Anne | Brenda & Matheus Hadballa & Eliza Michele & Passa | Adryana & Albert Brenda & Matheus Hadballa & Eliza | Brenda & Matheus Hadad & Luana Mussunzinho & Karol | Adryana & Albert Brenda & Matheus Mussunzinho & Karol |
| Expulsados                    | Pe Lanza & Anne 8 de 11 votos para ganar un coche    | Mila & Daia 22,28% para salvar               | Dinei & Erika 18,20% para salvar                  | Nahim & Andreia 18,13% para salvar                                   | Baronesa & Rogério Abandonos                        | Expulsión Cancelada                              | Ivy & Nandinho 14,99% para salvar                | Pe Lanza & Anne 11,41% para salvar                | Michele & Passa 22,20% para salvar                | Hadballa & Eliza 18,17% para salvar                | Hadad & Luana 11,89% para salvar                   | Adryana & Albert 19,23% para ganar                    |
| Expulsados                    | Pe Lanza & Anne 8 de 11 votos para ganar un coche    | Mila & Daia 22,28% para salvar               | Dinei & Erika 18,20% para salvar                  | Nahim & Andreia 18,13% para salvar                                   | Cartolouco & Gabi 15,63% para salvar                | Expulsión Cancelada                              | Ivy & Nandinho 14,99% para salvar                | Pe Lanza & Anne 11,41% para salvar                | Michele & Passa 22,20% para salvar                | Hadballa & Eliza 18,17% para salvar                | Hadad & Luana 11,89% para salvar                   | Mussunzinho & Karol 26,89% para ganar                 |
| Salvados                      | Baronesa & Rogério 3 de 11 votos para ganar un coche | Nahim & Andreia 28,64% para salvar           | Baronesa & Rogério 32,20% para salvar             | Adryana & Albert 24,38% para salvar                                  | Adryana & Albert 41,48% para salvar                 | Expulsión Cancelada                              | Adryana & Albert 29,44% para salvar              | Adryana & Albert 26,68% para salvar               | Hadballa & Eliza 24,96% para salvar               | Adryana & Albert 29,24% para salvar                | Brenda & Matheus No divulgado para salvar          | Brenda & Matheus 53,88% para ganar                    |
| Salvados                      | Baronesa & Rogério 3 de 11 votos para ganar un coche | Nahim & Andreia 28,64% para salvar           | Baronesa & Rogério 32,20% para salvar             | Brenda & Matheus 25,95% para salvar                                  | Adryana & Albert 41,48% para salvar                 | Expulsión Cancelada                              | Adryana & Albert 29,44% para salvar              | Adryana & Albert 26,68% para salvar               | Hadballa & Eliza 24,96% para salvar               | Adryana & Albert 29,24% para salvar                | Brenda & Matheus No divulgado para salvar          | Brenda & Matheus 53,88% para ganar                    |
| Salvados                      | Baronesa & Rogério 3 de 11 votos para ganar un coche | Adryana & Albert 49,08% para salvar          | Brenda & Matheus 49,60% para salvar               | Brenda & Matheus 42,89% para salvar                                  | Brenda & Matheus 55,57% para salvar                 | Expulsión Cancelada                              | Brenda & Matheus 61,91% para salvar              | Brenda & Matheus 52,84% para salvar               | Brenda & Matheus 52,59% para salvar               | Mussunzinho & Karol No divulgado para salvar       |                                                    | Brenda & Matheus 53,88% para ganar                    |
| Salvados                      | Baronesa & Rogério 3 de 11 votos para ganar un coche | Adryana & Albert 49,08% para salvar          | Brenda & Matheus 49,60% para salvar               | Brenda & Matheus 42,89% para salvar                                  | Brenda & Matheus 55,57% para salvar                 | Expulsión Cancelada                              | Brenda & Matheus 61,91% para salvar              | Brenda & Matheus 52,84% para salvar               | Brenda & Matheus 52,59% para salvar               | Mussunzinho & Karol No divulgado para salvar       | Baronesa & Rogério 31,54% para salvar              | Brenda & Matheus 53,88% para ganar                    |

## Séptima edición (29/04/2025 – 10/07/2025)
| Bandera del estado de Río de Janeiro     | Radamés Furlan    | Bandera del estado de São Paulo      | Carol Furlan     |
| Bandera del estado de Goiás              | Dhomini Ferreira  | Bandera del estado de Goiás          | Adriana Leizer   |
| Bandera del estado de Minas Gerais       | Rayanne Moraes    | Bandera del estado de São Paulo      | Victor Pecoraro  |
| Bandera del estado de Río Grande del Sur | Rafael Pessina    | Bandera del estado de São Paulo      | Talira Manñes    |
| Bandera del estado de Río de Janeiro     | Eike Duarte       | Bandera del estado de Pernambuco     | Natália Vivacqua |
| Bandera del estado de São Paulo          | Kadu Moliterno    | Bandera del estado de Santa Catarina | Cris Menezes     |
| Bandera del estado de Río de Janeiro     | Silvia Catra      | Bandera del estado de Río de Janeiro | André Barcellos  |
| Bandera del estado de Piauí              | Ana Paula Marquez | Bandera del estado de Piauí          | Antony Marquez   |
| Bandera del estado de São Paulo          | Everton Neguinho  | Bandera del estado de São Paulo      | Emilyn Marçal    |
| Bandera del estado de São Paulo          | Gui Seta          | Bandera del estado de Río de Janeiro | Bia Valente      |
| Bandera del estado de Río de Janeiro     | Gretchen          | Bandera del estado de Pará           | Esdras de Souza  |
| Bandera del estado de Río Grande del Sur | Francine Piaia    | Bandera del estado de São Paulo      | Júnior R.        |
| Bandera del estado de São Paulo          | Eros Prado        | Bandera del estado de São Paulo      | Gi Prado         |
| Bandera del estado de São Paulo          | Diego Supérbi     | Bandera del estado de São Paulo      | Giovanna Menezes |
| ---------------------------------------- | ----------------- | ------------------------------------ | ---------------- |

### Tabla de nominaciones
|                               | Semana 1                                             | Semana 2                                             | Semana 3                                    | Semana 4                                         | Semana 5                                    | Semana 6                                           | Semana 7                                            | Semana 8                                    | Semana 9                                    | Semana 10                                        | Semana 11                                         | Semana 11                                          |
| Día 72                        | Semana 1                                             | Semana 2                                             | Semana 3                                    | Semana 4                                         | Semana 5                                    | Semana 6                                           | Semana 7                                            | Semana 8                                    | Semana 9                                    | Semana 10                                        | Final                                             |                                                    |
| ----------------------------- | ---------------------------------------------------- | ---------------------------------------------------- | ------------------------------------------- | ------------------------------------------------ | ------------------------------------------- | -------------------------------------------------- | --------------------------------------------------- | ------------------------------------------- | ------------------------------------------- | ------------------------------------------------ | ------------------------------------------------- | -------------------------------------------------- |
| Pareja Poderosa               | Eros & Gi                                            | Eike & Natália                                       | Dhomini & Adriana                           | Pessina & Talira                                 | Dhomini & Adriana                           | Rayanne & Victor                                   | Rayanne & Victor                                    | Radamés & Carol                             | Rayanne & Victor                            | Rayanne & Victor                                 | Dhomini & Adriana                                 | (nadie)                                            |
| Poder Especial                | (nadie)                                              | Gretchen & Esdras                                    | Francine & Júnior                           | Kadu & Cris                                      | Eike & Natália                              | Ana Paula & Antony                                 | Radamés & Carol                                     | Eike & Natália                              | Pessina & Talira                            | Pessina & Talira                                 | (nadie)                                           | (nadie)                                            |
| Nominados (Prueba de Parejas) | Ana Paula & Antony                                   | Kadu & Cris                                          | Gretchen & Esdras                           | Francine & Júnior                                | Gui & Bia                                   | Everton & Emilyn                                   | Ana Paula & Antony                                  | Kadu & Cris                                 | Pessina & Talira                            | (nadie)                                          | (nadie)                                           | (nadie)                                            |
| Nominados (Saldo en Efectivo) | Diego & Giovanna                                     | Diego & Giovanna                                     | Eros & Gi                                   | Silvia & André                                   | Everton & Emilyn                            | Dhomini & Adriana                                  | Dhomini & Adriana                                   | Rayanne & Victor                            | Kadu & Cris                                 | Radamés & Carol                                  | (nadie)                                           | (nadie)                                            |
| Nominados (Parejas)           | Pessina & Talira                                     | Pessina & Talira                                     | Ana Paula & Antony Radamés & Carol          | Radamés & Carol                                  | Radamés & Carol Pessina & Talira            | Radamés & Carol                                    | Eike & Natália                                      | Silvia & André                              | Eike & Natália                              | Dhomini & Adriana                                | (nadie)                                           | (nadie)                                            |
|                               |                                                      |                                                      |                                             |                                                  |                                             |                                                    |                                                     |                                             |                                             |                                                  |                                                   |                                                    |
| Radamés & Carol               | Eike & Natália                                       | Eike & Natália                                       | Ana Paula & Antony                          | Everton & Emilyn                                 | Ana Paula & Antony                          | Ana Paula & Antony                                 | Eike & Natália                                      | Dhomini & Adriana Silvia & André            | Eike & Natália (x2)                         | Dhomini & Adriana                                | Nominados                                         | Ganadores (Día 75)                                 |
| Dhomini & Adriana             | Rayanne & Victor                                     | Radamés & Carol                                      | Radamés & Carol                             | Radamés & Carol                                  | Radamés & Carol                             | Radamés & Carol (x2)                               | Radamés & Carol                                     | Pessina & Talira                            | Radamés & Carol                             | Rayanne & Victor                                 | Inmunes                                           | 2º finalistas (Día 75)                             |
| Rayanne & Victor              | Dhomini & Adriana                                    | Everton & Emilyn                                     | Ana Paula & Antony                          | Everton & Emilyn                                 | Ana Paula & Antony                          | Ana Paula & Antony                                 | Eike & Natália                                      | Dhomini & Adriana Silvia & André            | Eike & Natália                              | Dhomini & Adriana                                | Nominados                                         | 3º finalistas (Día 75)                             |
| Pessina & Talira              | Everton & Emilyn                                     | Gretchen & Esdras                                    | Ana Paula & Antony                          | Everton & Emilyn                                 | Eike & Natália                              | Eike & Natália                                     | Eike & Natália                                      | Eike & Natália                              | Eike & Natália                              | Dhomini & Adriana                                | Nominados                                         | Expulsados (Día 74)                                |
| Eike & Natália                | Pessina & Talira                                     | Silvia & André                                       | Radamés & Carol                             | Radamés & Carol                                  | Radamés & Carol                             | Radamés & Carol (x2)                               | Kadu & Cris                                         | Silvia & André                              | Radamés & Carol                             | Rayanne & Victor                                 | Expulsados (Día 68)                               | Expulsados (Día 68)                                |
| Kadu & Cris                   | Pessina & Talira                                     | Silvia & André                                       | Silvia & André                              | Everton & Emilyn                                 | Silvia & André                              | Eike & Natália                                     | Eike & Natália                                      | Dhomini & Adriana Silvia & André            | Dhomini & Adriana                           | Expulsados (Día 61)                              | Expulsados (Día 61)                               | Expulsados (Día 61)                                |
| Silvia & André                | Eike & Natália                                       | Eike & Natália                                       | Ana Paula & Antony                          | Ana Paula & Antony                               | Kadu & Cris                                 | Ana Paula & Antony                                 | Eike & Natália                                      | Eike & Natália                              | Expulsados (Día 54)                         | Expulsados (Día 54)                              | Expulsados (Día 54)                               | Expulsados (Día 54)                                |
| Ana Paula & Antony            | Radamés & Carol                                      | Radamés & Carol                                      | Radamés & Carol                             | Rayanne & Victor                                 | Radamés & Carol                             | Radamés & Carol (x2)                               | Kadu & Cris                                         | Expulsados (Día 47)                         | Expulsados (Día 47)                         | Expulsados (Día 47)                              | Expulsados (Día 47)                               | Expulsados (Día 47)                                |
| Everton & Emilyn              | Pessina & Talira                                     | Pessina & Talira (x2)                                | Pessina & Talira                            | Rayanne & Victor                                 | Kadu & Cris                                 | Kadu & Cris                                        | Expulsados (Día 40)                                 | Expulsados (Día 40)                         | Expulsados (Día 40)                         | Expulsados (Día 40)                              | Expulsados (Día 40)                               | Expulsados (Día 40)                                |
| Gui & Bia                     | Pessina & Talira                                     | Pessina & Talira (x2)                                | Pessina & Talira                            | Radamés & Carol                                  | Radamés & Carol                             | Expulsados (Día 33)                                | Expulsados (Día 33)                                 | Expulsados (Día 33)                         | Expulsados (Día 33)                         | Expulsados (Día 33)                              | Expulsados (Día 33)                               | Expulsados (Día 33)                                |
| Gretchen & Esdras             | Pessina & Talira                                     | Pessina & Talira (x2)                                | Pessina & Talira                            | Radamés & Carol                                  | Abandonos (Día 27)                          | Abandonos (Día 27)                                 | Abandonos (Día 27)                                  | Abandonos (Día 27)                          | Abandonos (Día 27)                          | Abandonos (Día 27)                               | Abandonos (Día 27)                                | Abandonos (Día 27)                                 |
| Francine & Júnior             | Pessina & Talira                                     | Radamés & Carol                                      | Radamés & Carol                             | Radamés & Carol                                  | Expulsados (Día 26)                         | Expulsados (Día 26)                                | Expulsados (Día 26)                                 | Expulsados (Día 26)                         | Expulsados (Día 26)                         | Expulsados (Día 26)                              | Expulsados (Día 26)                               | Expulsados (Día 26)                                |
| Eros & Gi                     | Everton & Emilyn                                     | Everton & Emilyn                                     | Ana Paula & Antony                          | Expulsados (Día 19)                              | Expulsados (Día 19)                         | Expulsados (Día 19)                                | Expulsados (Día 19)                                 | Expulsados (Día 19)                         | Expulsados (Día 19)                         | Expulsados (Día 19)                              | Expulsados (Día 19)                               | Expulsados (Día 19)                                |
| Diego & Giovanna              | Everton & Emilyn                                     | Everton & Emilyn                                     | Expulsados (Día 12)                         | Expulsados (Día 12)                              | Expulsados (Día 12)                         | Expulsados (Día 12)                                | Expulsados (Día 12)                                 | Expulsados (Día 12)                         | Expulsados (Día 12)                         | Expulsados (Día 12)                              | Expulsados (Día 12)                               | Expulsados (Día 12)                                |
|                               |                                                      |                                                      |                                             |                                                  |                                             |                                                    |                                                     |                                             |                                             |                                                  |                                                   |                                                    |
| Nominados                     | Ana Paula & Antony Diego & Giovanna Pessina & Talira | Ana Paula & Antony Diego & Giovanna Pessina & Talira | Eros & Gi Gretchen & Esdras Radamés & Carol | Francine & Júnior Radamés & Carol Silvia & André | Everton & Emilyn Gui & Bia Pessina & Talira | Dhomini & Adriana Everton & Emilyn Radamés & Carol | Ana Paula & Antony Dhomini & Adriana Eike & Natália | Kadu & Cris Rayanne & Victor Silvia & André | Eike & Natália Kadu & Cris Pessina & Talira | Dhomini & Adriana Eike & Natália Radamés & Carol | Pessina & Talira Radamés & Carol Rayanne & Victor | Dhomini & Adriana Radamés & Carol Rayanne & Victor |
| Expulsados                    | Ana Paula & Antony 27,47% para salvar                | Diego & Giovanna 26,25% para salvar                  | Eros & Gi 20,92% para salvar                | Francine & Júnior 25,09% para salvar             | Gretchen & Esdras Abandonos                 | Everton & Emilyn 18,16% para salvar                | Ana Paula & Antony 25,74% para salvar               | Silvia & André 31,74% para salvar           | Kadu & Cris 13,46% para salvar              | Eike & Natália 22,15% para salvar                | Pessina & Talira 11,54% para salvar               | Rayanne & Victor 3,92% para ganar                  |
| Expulsados                    | Ana Paula & Antony 27,47% para salvar                | Diego & Giovanna 26,25% para salvar                  | Eros & Gi 20,92% para salvar                | Francine & Júnior 25,09% para salvar             | Gui & Bia 21,64% para salvar                | Everton & Emilyn 18,16% para salvar                | Ana Paula & Antony 25,74% para salvar               | Silvia & André 31,74% para salvar           | Kadu & Cris 13,46% para salvar              | Eike & Natália 22,15% para salvar                | Pessina & Talira 11,54% para salvar               | Dhomini & Adriana 41,84% para ganar                |
| Salvados                      | Diego & Giovanna 36,91% para salvar                  | Pessina & Talira 30,11% para salvar                  | Gretchen & Esdras 28,70% para salvar        | Silvia & André 31,38% para salvar                | Everton & Emilyn 24,60% para salvar         | Dhomini & Adriana 29,78% para salvar               | Eike & Natália 26,53% para salvar                   | Rayanne & Victor 33,80% para salvar         | Pessina & Talira 36,32% para salvar         | Dhomini & Adriana 32,48% para salvar             | Rayanne & Victor 27,51% para salvar               | Radamés & Carol 54,24% para ganar                  |
| Salvados                      | Pessina & Talira 37,57% para salvar                  | Ana Paula & Antony 43,64% para salvar                | Radamés & Carol 50,38% para salvar          | Radamés & Carol 43,53% para salvar               | Pessina & Talira 53,76% para salvar         | Radamés & Carol 52,06% para salvar                 | Dhomini & Adriana 47,73% para salvar                | Kadu & Cris 34,46% para salvar              | Eike & Natália 50,22% para salvar           | Radamés & Carol 45,37% para salvar               | Radamés & Carol 60,95% para salvar                | Radamés & Carol 54,24% para ganar                  |

## Participantes de Power Couple en otros programas
- A Fazenda
  - Conrado - Novena edición (2017) - Expulsado
  - Marcelo Zangrandi - Novena edición (2017) - Expulsado
  - Nadja Pessoa
    - Décima edición (2018) - Expulsión disciplinaria
    - Décima quinta edición (2023) - Expulsada

  - Aloísio Chulapa - Décima edición (2018) - Expulsado
  - Rafael Ilha   - Décima edición (2018) - Ganador
  - Diego Grossi  - Décima primera edición (2019) - Finalista
  - Drika Marinho - Décima primera edición (2019) - Expulsada
  - Jorge Sousa   - Décima primera edición (2019) - Expulsado
  - Túlio Maravilha  - Décima primera edición (2019) - Expulsado
  - Carol Narizinho - Décima segunda edición (2020) - Expulsada
  - Dynho Alves - Décima tercera edición (2021) - Expulsado
  - Medrado - Décima tercera edición (2021) - Abandona
  - André Marinho - Décima cuarta edición (2022) - Expulsado
  - Deborah Albuquerque - Décima cuarta edición (2022) - Expulsada
  - Albert Bressan - Décima sexta edición (2024) - Expulsado

- A Grande Conquista
  - Faby Monarca - Primera edición (2023) - Abandona
  - Medrado - Primera edición (2023) - Expulsada
  - Andreia Andrade - Segunda edición (2024) - Expulsada
  - Cláudia Baronesa - Segunda edición (2024) - Expulsada
  - João Hadad - Segunda edición (2024) - Finalista

- Bake Off Brasil
  - Pimpolho - Celebridades: Tercera temporada (2023) - Expulsado

- Big Brother Brasil
  - Daniele Hypólito - Vigésima quinta edición (2025) - Expulsada

- Casais em Apuros
  - Hadballa - Segunda edición (2023) - Expulsado
  - Eliza Fagundes - Segunda edición (2023) - Expulsada

- Dança dos Famosos
  - Nicole Bahls - Vigésima segunda edición (2025)

- Famosas em Apuros
  - Deborah Albuquerque - Segunda edición (2022) - Ganadora

- Game dos 100
  - Adryana Ribeiro - Primera edición (2025)
  - JP Mantovani - Primera edición (2025)

- Ilha Record
  - Laura Keller - Primera edición (2021) - Expulsada
  - Nadja Pessoa - Primera edición (2021) - Expulsada

- La Venganza de los Ex: Caribe
  - Mirella - Temporada 2: Salseiro VIP (2022) - Participante
  - Brenda Paixão - Temporada 3: Salseiro VIP 2 (2023) - Participante

- The Masked Singer Brasil
  - Gretchen - Segunda edición (2022) - Expulsada
  - Sylvinho Blau-Blau - Tercera edición (2023) - Expulsado